# Luigi Monfardini
Luigi Monfardini (Castel Goffredo, 17 dicembre 1915 – Castel Goffredo, 25 novembre 1995) è stato un pittore italiano.

## Biografia
Nasce a Castel Goffredo nel 1915 e frequenta nel 1928 l'Istituto Artigianelli di Brescia, iscrivendosi al corso di disegno ornamentale. Nel 1930 intraprende l'attività di costruzione di scarpe su misura lavorando prima a Mantova e quindi a Milano. Nel 1935 ritorna a Castel Goffredo e apre un negozio di calzature. Frequenta il pittore e decoratore bresciano Amleto Bocchi, coadiuvandolo nel 1943 nella decorazione del battistero della chiesa prepositurale di Sant'Erasmo a Castel Goffredo. In questo periodo Monfardini esegue nature morte, paesaggi e studi di mani. Nel 1948 cessa la passione pittorica per riprenderla più avanti negli anni. Organizza mostre personali a Brescia e a Mantova.
Muore a Castel Goffredo nel 1995.

## Mostre
- 2008 - MAM Museo d'Arte Moderna – Gazoldo degli Ippoliti
- 2010 - Galleria Civica – Desenzano del Garda